# Černá Pole
Černá Pole (niem. Schwarzfeld) – miejska i katastralna części Brna, o powierzchni około 246 ha. Leży na terenie trzech gmin katastralnych Brno-sever, Brno-střed i Brno-Královo Pole.